# Angelo Palombo
Angelo Palombo, född 25 september 1981, är en italiensk fotbollsspelare som spelar mittfältare för Serie A-laget Sampdoria.